# Banc Macclesfield
Le banc Macclesfield est un haut-fond situé en mer de Chine méridionale. Il est situé entre les îles Paracels à l'ouest, les îles Pratas au nord-est et les îles Spratleys au sud. La république populaire de Chine et Taïwan en revendiquent la souveraineté.
Complètement immergé avec une profondeur moyenne de 11 mètres, l'atoll occupe une superficie de 6 448 km2 avec une longueur maximale estimé à 130 km selon un axe sud-ouest / nord-est.
Ce banc a été dénommé en l'honneur du HMS Macclesfield, navire de la flotte britannique qui s'est échoué à proximité de cet endroit en 1804.

## Géographie

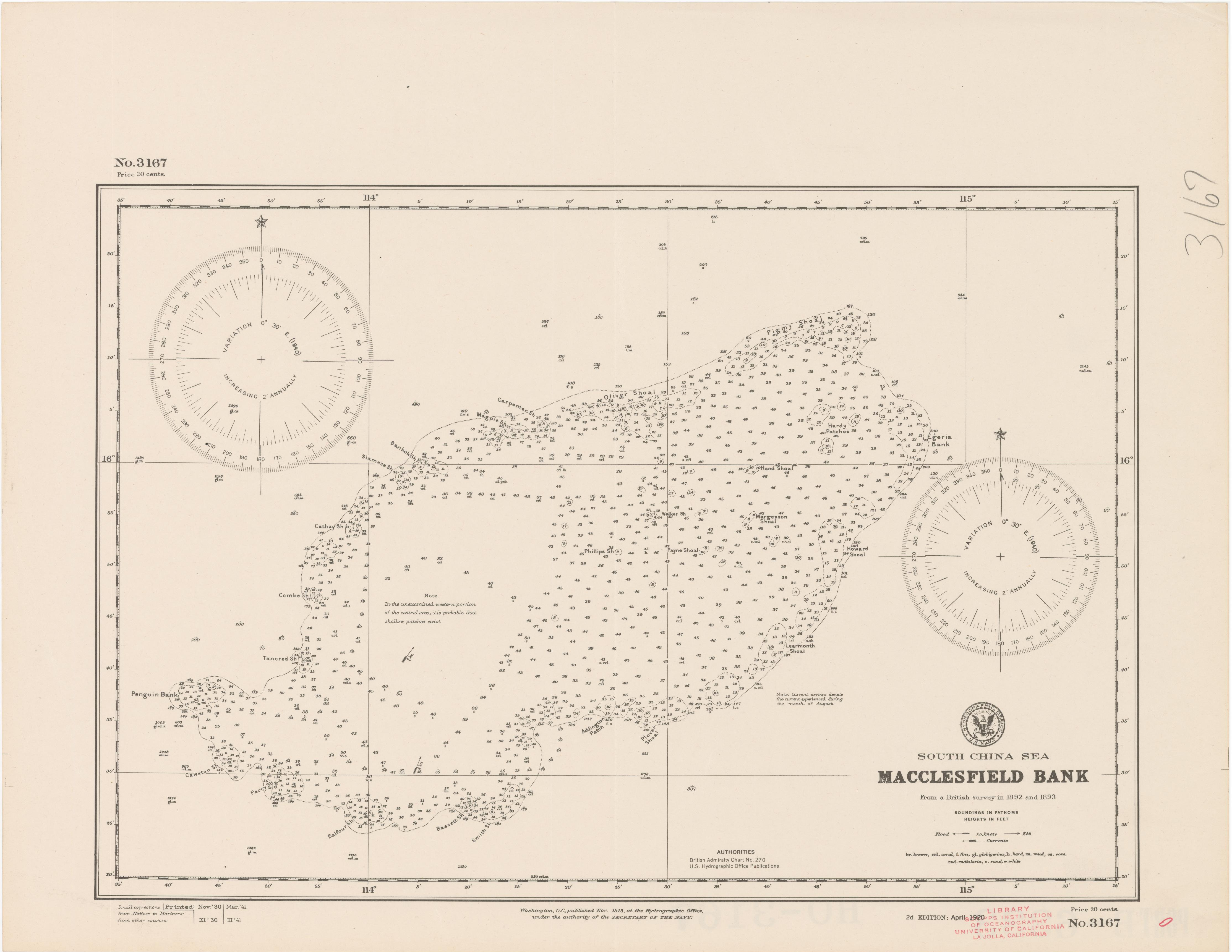
Carte marine de 1920 basée sur les explorations britanniques de 1892 et 1893 - profondeur en brasse (anglais fathom, symbole fm) qui vaut 1,8288 mètre.

Le banc de Macclesfield (15 ° 45'N., 114 ° 20'E.) est un atoll submergé d'environ 120 kilomètres de long sur son axe nord-est-sud-ouest et environ la moitié de sa largeur dans sa partie la plus large.

## Histoire

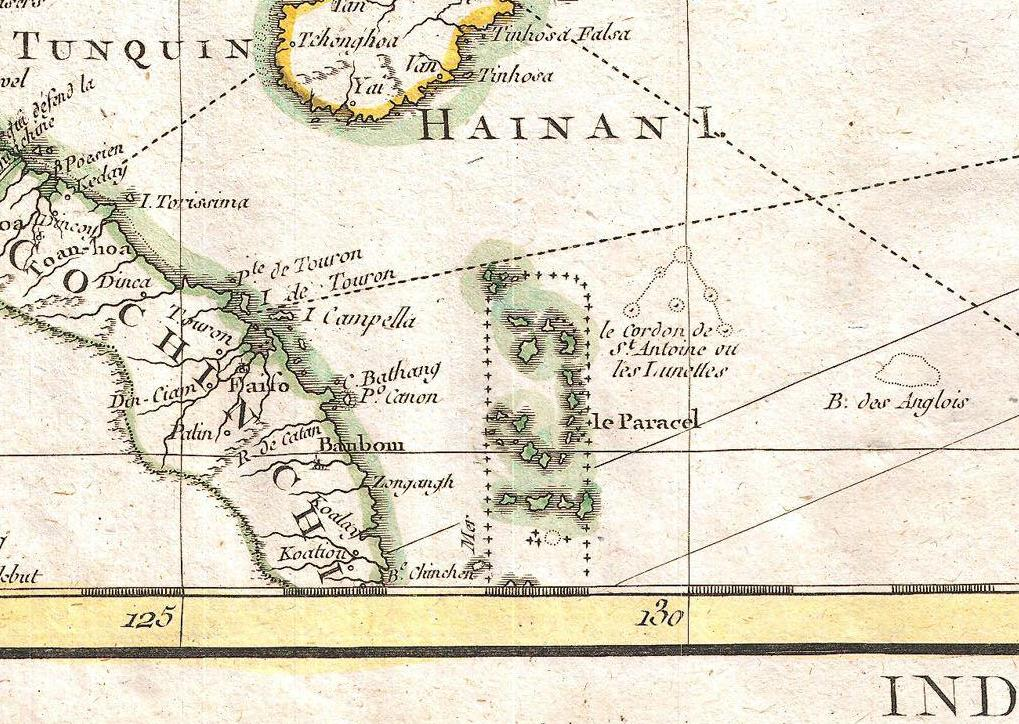
Extrait de la Carte hydro-geo-graphique des Indes Orientales, par Rigobert Bonne, 1771 ; le banc Macclesfield, à l'est des îles Paracel (Cochinchine) était nommé « Banc des Anglois » (Anglais).

Avant sa découverte formelle, le banc Macclesfield était nommé « Banc des Anglois » (Anglais) sur les cartes françaises du XVIIIe siècle.
À l'exception de l'amiral Zheng He, les navigateurs chinois craignaient la haute mer et suivaient des itinéraires traditionnels de cabotage le long de la côte de Hainan et du Vietnam (Annam) dit « passage intérieur ». Les marins étrangers, par contre, utilisaient le passage extérieur à l'est des îles Paracels à travers le banc Macclesfield. C'est pourquoi les Chinois l'appelaient « Hong Mao Qian » (Le banc des barbares aux cheveux roux) - traduction chinoise de « Banc des Anglais ». Ce  haut-fond figurait sur les cartes françaises avant qu'il ne soit renommé Macclesfield par le premier navigateur britannique qui l'a formellement découvert. Les références à ce haut-fond par des auteurs chinois au milieu du XIXe siècle, dans des ouvrages tels que Hong mao fan ying ji li kao lue (Étudier les étrangers, 1843) de Wang Wen Tai, étaient simplement le résultat d'interviews de marins européens et de la consultation de cartes étrangères. En outre, le fait que le banc de Macclesfield n’avait pas de nom chinois et était en dehors de la voie traditionnelle des navigateurs chinois réfute l’affirmation de sa découverte par la Chine. Ce n'est que lorsque le Comité de cartographie terrestre et maritime de la république de Chine eu terminé ses travaux en 1935 que les Spratlys, Macclesfield Bank et Scarborough Shoal ont été inclus en tant que territoire chinois.

## Revendication de souveraineté

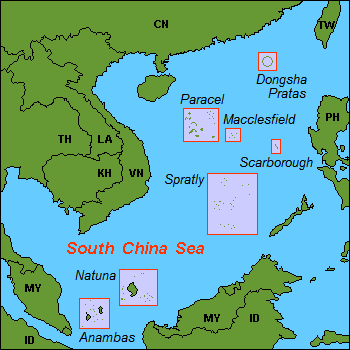
Carte de la mer de Chine méridionale.

La république populaire de Chine et Taïwan en revendiquent la souveraineté.
Le terme « îles Zhongsha » est parfois considéré comme l'équivalent anglais de « Macclesfield Bank », mais dans la conception chinoise, le terme « Zhonghsa Qundao » ne se limite pas au banc Macclesfield, mais inclut aussi le récif Scarborough et d’autres hauts-fonds.
Comme ce haut-fond est entièrement submergé, à une profondeur minimale de 11 m, de nombreux chercheurs doutent de la légalité des revendications territoriales au regard de la 3e Convention des Nations unies sur le droit de la mer (CNUDM ou UNCLOS III). En effet, le « fond des mers » est l'une des quatre zones maritimes nouvelles que la convention a ajouté aux zones définies précédemment,,,. C'est pourquoi ni les Philippines ni le Vietnam ne le revendiquent. À l'exception de la Chine, les autres pays considèrent qu’il est situé dans les eaux internationales.